# Битва при Монморансі (1759)
Битва при Монморансі (англ. Battle of Montmorency), Битва при Бопоре (фр. La bataille de Beauport) — битва, яка відбулася між британськими та французькими військами під Квебеком недалеко від гирла річки Монморансі 31 липня 1759 року під час Франко-індіанської війни.
Після низки перемог французьких військ в Північній Америці в 1756 році у війні настав перелом на користь британців. Французи втратили кілька прикордонних фортів, а в 1758 році залишили важливий морський порт Луісбург. У 1759 році британські війська під керівництвом генерала Джеймса Вольфа обложили останній французький порт в Північній Америці — Квебек.
Командувач британськими військами під Квебеком генерал Джеймс Вольф вирішив 31 липня 1759 року висадити десант на схід від міста й атакувати французькі війська, що закріпилися поблизу поселення Бопор (фр. Beauport) на лівому березі річки Святого Лаврентія на захід від впадання в неї річки Монморансі. Незважаючи на потужну артилерійську підтримку флоту, британські війська зазнали поразки в бою, чому сприяв як прицільний вогонь французьких солдатів і ополченців, так і круті схили берега, що перешкодили англійцям розвинути наступ. Невдачам британців чимало сприяла й злива, яка сильно ускладнила просування їх військ. У результаті британські війська були змушені відступити й повернутися на свою базу, втративши під вогнем французів близько 440 убитих і поранених солдат. У той же час втрати французьких військ в бою склали всього близько 70 осіб.